# Macroteleia famelica
Macroteleia famelica är en stekelart som först beskrevs av Thomas Say 1836.  Macroteleia famelica ingår i släktet Macroteleia och familjen Scelionidae. Inga underarter finns listade i Catalogue of Life.